# 航空庁
航空庁（こうくうちょう、Civil Aeronautics Agency）は、1950年から1952年まで存在した日本の行政機関の一つ。運輸省の外局として設置され航空保安全般を所掌した。廃止後、業務は運輸省航空局などに継承された。長は航空庁長官。

## 沿革
- 1950年（昭和25年）12月12日 - 前身の電気通信省航空保安庁を廃止し[2]、運輸省航空庁を設置する[3]。
- 1952年（昭和27年）8月1日 - 航空庁が廃止となる[4]。

## 歴代長官
1. 1950年（昭和25年）12月12日 - 1951年（昭和26年）10月12日:松尾靜磨
2. 1951年（昭和26年）10月13日 - 1952年（昭和27年）8月1日:大庭哲夫